# Henkinův model
Henkinův model je model teorie vyššího řádu v obecné sémantice, přičemž platí, že každá bezesporná teorie má model (se spočetnými doménami). Definici předložil Leon Henkin ve svém příspěvku k úplnosti v teorii typů.
V Henkinově modelu probíhá kvantifikace vyššího řádu přes pevně dané domény, díky čemuž jsou takové modely hojnější a silnější, než modely ve standardní sémantice. Speciálně platí, že reifikovaná teorie prvního řádu věrně reflektuje validní formule vyššího řádu. Tyto modely se používají například ve formální sémantice při zpracování přirozených jazyků.

## Vytvoření kanonického modelu
Je-li {\displaystyle T} bezesporná teorie, můžeme sestrojit její kanonický model indukcí podle typu formulí. Doména pro typ {\displaystyle o} je {\displaystyle \{\top ,\bot \}}
a pro {\displaystyle \iota } množina tříd ekvivalence formulí tohoto typu. Pro typy {\displaystyle \alpha } a {\displaystyle \beta } s doménami {\displaystyle D_{\alpha }} a {\displaystyle D_{\beta }} můžeme sestrojit příslušnou doménu {\displaystyle D_{\alpha \beta }} jakožto množinu tříd ekvivalence hodnot valuační funkce {\displaystyle \Phi }. Speciálně pro {\displaystyle \Phi ([A_{\alpha \beta }])} je funkce, jejíž hodnota pro {\displaystyle \Phi ([B_{\beta }])} je {\displaystyle \Phi ([A_{\alpha \beta }B_{\beta }])}.
{\displaystyle D_{\alpha \beta }} je množina hodnot této funkce pro všechny uzavřené formule {\displaystyle A_{\alpha \beta }}.
V takto sestrojeném modelu je pro libovovolný typ jeho doména spočetná.